# Los Serna
Los Serna är en ort i Mexiko.   Den ligger i kommunen Dolores Hidalgo och delstaten Guanajuato, i den centrala delen av landet, 270 km nordväst om huvudstaden Mexico City. Los Serna ligger 2 012 meter över havet och antalet invånare är 198.
Terrängen runt Los Serna är platt åt nordost, men åt sydväst är den kuperad. Runt Los Serna är det ganska tätbefolkat, med 93 invånare per kvadratkilometer. Närmaste större samhälle är Dolores Hidalgo, 6,7 km öster om Los Serna. Trakten runt Los Serna består i huvudsak av gräsmarker.